# Werner Hagen
Werner Hagen (* 5. Juli 1923) ist ein ehemaliger deutscher Fußballspieler. Von 1952 bis 1957 spielte er für Rotation Babelsberg in der DDR-Oberliga, der höchsten Liga im DDR-Fußball.

## Sportliche Laufbahn
Als in der Saison 1950/51 die Sportgemeinschaft der Deutschen Volkspolizei Potsdam ihre erste Spielzeit in der neu gegründeten zweitklassigen DDR-Liga begann, gehörte zum Spieleraufgebot der 27-jährige Werner Hagen. Von den 18 Ligapunktspielen bestritt er 15 Begegnungen, in denen er regelmäßig als linker Abwehrspieler eingesetzt wurde. Am Saisonende musste die SG DVP ein Entscheidungsspiel um den Staffelsieg gegen die punktgleiche BSG Anker Wismar austragen. Bei der 1:2-Niederlage war Hagen ebenfalls als Linksverteidiger dabei. Auch in der Saison 1951/52 verpasste Hagen nur drei Ligaspiele und war weiter als linker Verteidiger gesetzt. Diesmal kam er auch zu zwei Punktspieltoren.
Zur Saison 1952/53 wurde die Potsdamer SG DVP nach Ost-Berlin versetzt. Dies nahm Hagen zum Anlass, sich der Oberligamannschaft BSG Rotation Babelsberg anzuschließen. Auch dort wurde er mit 29 Einsätzen bei 32 Punktspielen wieder Stammspieler. Trainer Ludwig Wieder setzte ihn im neu eingeführten 3-2-5-System zunächst als zentralen Abwehrspieler ein, versetzte ihn aber später wieder auf die linke Abwehrseite. Seinen Stammplatz behielt Hagen auch in den beiden folgenden Spielzeiten, wobei er 1953/54 bei 28 Oberligaspielen fünf und 1954/55 von 26 Punktspielen vier Partien verpasste. Im Herbst 1955 wurde zur Umstellung auf die Kalenderjahrsaison eine Übergangsrunde mit dreizehn Spielen durchgeführt. Da es weder Meister noch Absteiger gab, nutzte dies der neue Trainer Kurt Findeisen zum Experimentieren. So setzte er auf der linken Abwehrseite verschiedene Spieler ein, sodass Hagen nur sechsmal zum Zuge kam. Zur Saison 1956 gab es bei der BSG Rotation mit Helmut Jacob erneut einen Trainerwechsel, und Hagen wurde wieder regelmäßig in 22 von 26 Oberligaspielen hauptsächlich wieder als linker Verteidiger eingesetzt. Auch als 33-Jähriger gehörte Werner Hagen 1957 noch zum Spielerkader von Rotation Babelsberg. Seine Stammposition hatte jedoch der sechs Jahre jüngere Gerhard Hieronymus übernommen, und Hagen kam in nur sechs Oberligaspielen auf unterschiedlichen Positionen zum Einsatz.
Ende 1957 beendete Werner Hagen nach 110 Oberligaspielen (ohne Torerfolg) seine Laufbahn als Fußballer im Leistungsbereich. In den 1960er-Jahren wurde er in der Region noch einmal als Übungsleiter des Randberliner Bezirksligisten BSG Chemie Schmöckwitz bekannt.